# Маттео Лодо
Маттео Лодо (італ. Matteo Lodo; нар. 25 жовтня 1994, Террачина, Італія) — італійський веслувальник, бронзовий призер Олімпійських ігор 2016 та 2020 року, дворазовий чемпіон світу.

## Виступи на Олімпіадах
| Олімпіада           | Дисципліна | Місце |
| ------------------- | ---------- | ----- |
| Ріо-де-Жанейро 2016 | четвірки   | 3     |
| Токіо 2020          | четвірки   | 3     |
| Париж 2024          | четвірки   | 4     |